# 老修桑姆莊探案
《老修桑姆莊探案》是柯南·道爾所著的福爾摩斯探案的56個短篇故事之一，收錄於《福爾摩斯檔案簿》。

## 故事簡介
諾伯頓爵士的練馬師約翰指爵士的行為十分古怪，他知道爵士債台高築，一直都靠姐姐的年金過活，最近更把所有積蓄都孤注一擲，投注到自己名下的一隻馬匹上。另外，約翰發現爵士晚上會到古老的教堂與神秘人會面，又在家中發現奇怪的人骨，於是向福爾摩斯請教。福爾摩斯到訪爵士居住的老修桑姆莊查探，最終得知爵士隱瞞姐姐已經過世的消息，把姐姐的遺骨收藏在古老教堂內，目的是避免債主知道後向爵士追債。